# Church of North India

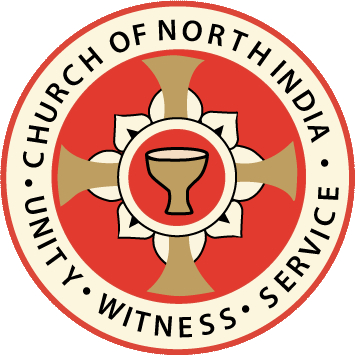
Logo der Church of North India

Die Church of North India (deutsch Kirche von Nordindien, englische Abkürzung CNI) ist eine unierte Kirche. Mit einer Mitgliedschaft von mehr als einer Million Menschen gehört sie nach der römisch-katholischen Kirche und der Church of South India zu den größten Kirchen Indiens.
Die Church of North India umfasst das gesamte Staatsgebiet Indiens bis auf die fünf südlichen Bundesstaaten, die zum Gebiet der Church of South India gehören. Etwa zehn Gemeinden der Diözese Osthimalaya liegen in Bhutan. Der Sitz der Kirche ist Neu-Delhi.
Sie wurde 1970 durch die Vereinigung von insgesamt sechs Kirchen gegründet, die anglikanischen, reformierten, baptistischen und methodistischen Traditionen angehörten. Als zweite große Unionskirche (nach der Church of South India), die bischöflich und nicht-bischöflich verfasste Kirchen einschloss, hat sie in der ökumenischen Bewegung große Beachtung gefunden.

## Geschichte
Nachdem eine Konferenz in Tranquebar 1919 den Beginn von Unionsverhandlungen angeregt hatte, die schließlich 1947 zur Gründung der Church of South India führten, kamen 1929 auch im nordindischen Lucknow Vertreter von Kirchen zusammen, um einen Unionsplan auszuarbeiten. Beteiligt waren zunächst die anglikanische Church of India, Burma and Ceylon (ab 1947 Church of India, Pakistan, Burma and Ceylon), die United Church of Northern India (1924 aus der Vereinigung von  presbyterianischen und kongregationalistischen Kirchen hervorgegangen), die Methodist Church in Southern Asia (ein Zweig der Methodist Church) sowie die zur Methodist Church in Britain und der Methodist Church of Australasia gehörenden Gemeinden und das Council of the Baptist Churches in Northern India. 1957 schlossen sich die indischen Untergliederungen der Church of the Brethren und der Disciples of Christ dem Prozess an.
Eine Grundentscheidung fiel bereits 1947, als festgelegt wurde, dass bei der Gründung alle Amtsträger ein wechselseitiges Auflegen der Hände vornehmen sollten. Dieser Punkt war den Anglikanern wichtig, um zu sichern, dass von Beginn an alle Pastoren Träger der bischöflichen Ordination sein würden, wie es das Lambeth-Quadrilateral vorsah. Anders als bei der Church of South India wurde so vermieden, dass es für eine Übergangszeit zu einem Nebeneinander bischöflich und nicht-bischöflich ordinierter Amtsträger gekommen wäre. Die Verhandlungen zogen sich aber fast 20 Jahre hin, bis 1965 ein vierter Unionsplan vorlag, der dann in den beteiligten Kirchen ratifiziert wurde. Nur der indische Zweig der Methodist Church (seit 1968 in der United Methodist Church aufgegangen) konnte sich nicht zum Anschluss entschließen; er bildet seit 1981 die Methodist Church in India, die aber mit der Church of North India zusammenarbeitet. Der Gründungsakt der neuen Kirche wurde am 29. November 1970 in Nagpur vollzogen.
Bei ihrer Gründung hatte die Kirche 673.500 Mitglieder, von denen gut die Hälfte aus der anglikanischen Kirche stammten.

## Organisation
Die Church of North India vereinigt in sich (Stand 2022) 27 Diözesen, denen jeweils ein Bischof vorsteht.
| Diözese                 | Sitz        | Bischof                  |
| ----------------------- | ----------- | ------------------------ |
| Agra                    | Agra        | Prem Prakash Habil       |
| Amritsar                | Amritsar    | Pradeep Kumar Samantaroy |
| Andamanen und Nikobaren | Car Nicobar | Christopher Paul         |
| Barrackpore             | Barakpur    | Subrata Chakrabarty      |
| Bhopal                  | Bhopal      | Manoj Charan             |
| Calcutta                | Kalkutta    | Probal Kanto Dutta       |
| Chandigarh              | Chandigarh  | Denzal Peoples           |
| Chhattisgarh            | Raipur      | Ajay James               |
| Chotanagpur             | Ranchi      | B. B. Baskey             |
| Cuttack                 | Cuttack     | Surendra Kumar Nanda     |
| Delhi                   | Neu-Delhi   | Warris K. Masih          |
| Durgapur                | Durgapur    | Sameer Isaac Khimla      |
| Osthimalaya             | Darjeeling  | -                        |
| Gujarat                 | Ahmedabad   | Silvans Christian        |
| Jabalpur                | Jabalpur    | Prem Chand Singh         |
| Kolhapur                | Kolhapur    | Sandeep Suresh Vibhute   |
| Lucknow                 | Prayagraj   | Peter Baldev             |
| Marathwada              | Aurangabad  | Madhukar Kasab           |
| Mumbai                  | Mumbai      | Prakash Patole           |
| Nagpur                  | Nagpur      | Paul Dupare              |
| Nashik                  | Ahmednagar  | -                        |
| Nordostindien           | Shillong    | Michael Herenz           |
| Patna                   | Bhagalpur   | Francis Hansda           |
| Phulbani                | Phulbani    | Bijay Nayak              |
| Pune                    | Pune        | Sharad Yuvraj Gaikwad    |
| Rajasthan               | Ajmer       | Darbara Singh            |
| Sambalpur               | Balangir    | Pinuel Dip               |

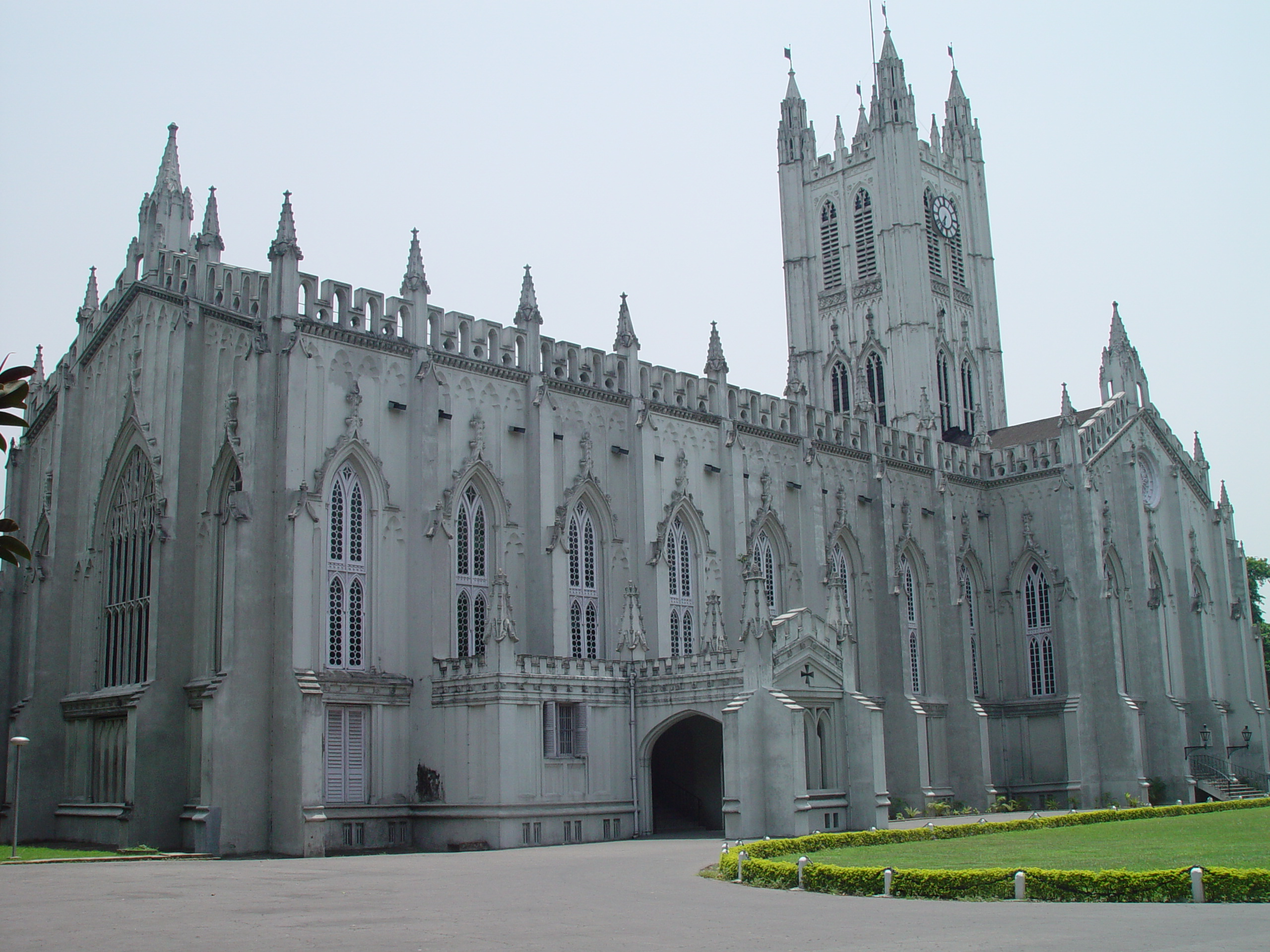
St. Paul’s Cathedral in Kolkata

An ihrer Spitze steht einer der Diözesanbischöfe als Moderator der Synode, die das oberste Entscheidungsgremium der Kirche ist. Er fungiert zugleich als anglikanischer Primas. Derzeit (2022) ist es Prem Chand Singh, der Bischof von Jabalpur.
Seit 1980 werden Frauen ordiniert.

## Ökumenische Beziehungen
Die CSI gehört der Anglikanischen Gemeinschaft (wo sie gemeinsam mit der Church of Pakistan, der Church of Bangladesh und der Church of South India eine der vier „vereinigten Kirchen“ bildet), dem Weltrat methodistischer Kirchen, der World Convention of Churches of Christ und der Weltgemeinschaft Reformierter Kirchen an. Ferner ist sie Mitglied im Ökumenischen Rat der Kirchen, im National Council of Churches in India und in der Christian Conference of Asia.